# Metnitz (gmina)
Metnitz – gmina targowa w Austrii, w kraju związkowym Karyntia, w powiecie Sankt Veit an der Glan. Według Austriackiego Urzędu Statystycznego liczyła 2061 mieszkańców (1 stycznia 2015).

## Współpraca
Miejscowość partnerska:
- Haiterbach, Niemcy